# 2015年Hydis抗爭事件
Hydis抗爭事件是2015年，是韓國Hydis公司員工到台灣抗議的關廠抗爭事件。
Hydis抗爭事件於2018年2月13日，經由首爾高等法院的調解，Hydis公司與Hydis工會均已同意接受法院建議，結束公司與被解僱勞工之間的相關爭議。

## 事件背景
Hydis公司是位於韓國京畿道利川市夫缽邑牙美里的一家顯示面板廠，係1989年由現代電子投資成立的公司。1999年開發出FFS廣視角技術，並取得專利。2003年，京東方買下Hydis LCD，京東方於經營期間將專利技術賣出，並解僱約600名員工。2006年，Hydis聲請破產。
2008年，永豐餘旗下公司元太科技在投資取得95％以上股份後，收購了Hydis公司。2013年，Hydis生產線出現停產情況，並解僱約400名員工。
2015年初，元太科技決定關閉Hydis的生產線，導致Hydis工會發動抗議。

## 抗爭經過
2015年1月起，Hydis工會先在韓國發動反關廠、反解僱抗爭。2015年2月，Hydis工會來台發出中文聲明，開始在台灣的關廠抗爭活動。11日晚上在在永豐餘大樓前舉行燭光晚會，12日，6名Hydis員工以三步一跪方式前往永豐餘總部大樓抗議。
3月22日，約30名Hydis員工二次來台展開抗爭行動；25日聯合台灣多個勞團遊行至永豐餘集團總部並落髮明志，晚間舉辦燭光晚會。27日占領永豐銀行東門分行大廳約2小時後離去。
5月1日，Hydis部份員工赴首爾參與五一勞動節遊行，中途接獲消息指利川生產線出現狀況，Hydis社長田仁秀對外表示因空調異常、導致廠房陷入瓦斯爆炸的危險、並造成高額損失，事後並指控是工會佔用廠房所造成，威脅工會109人（遭解雇的79人加上尚未被解雇的30人）若在5月6日前不接受自願離職，將提起損害賠償訴訟。
5月11日，曾二度前來台灣抗議的韓國金屬工會Hydis支會會長裴宰炯被發現在韓國江原道雪嶽山上吊自殺身亡，遺書提及要為勞動節遊行事件後的錯誤決策負責。14日台灣聲援團體發起抗議行動聲援。
5月31日，Hydis員工第三次來台展開抗爭行動，自5月26日起於永豐餘董事長何壽川居所外露宿抗爭。6月3日，Hydis員工與聲援團體赴總統府陳情抗議，被以「無法接見外國人」為由阻擋。後來抗議員工與聲援者因衝到總統府前呼喊訴求遭警方驅離，其中韓籍女子顏美野、孔志英及台籍盧姓男子因拒絕離去而遭警方逮捕。其後內政部移民署依《入出國及移民法》認為「有危害我國公共秩序之虞」，將韓籍2女驅逐出境。為此，6月4日，Hydis工會宣佈提高抗爭層級並開始絕食行動。
6月9日，元太科技召開股東會，Hydis工會成員持委託書前往，被阻擋不得進入。當日晚上，台北市政府警察局將在永豐餘總裁何壽川住宅前絕食抗議的8名韓國Hydis勞工，以違反《廢棄物清理法》與《社會秩序維護法》的名義逮捕，送往新北市三峽區外國人收容所偵訊。隨後，台灣聲援團體包圍臺北市政府警察局中正第一分局抗議。6月10日，在警方偵訊結束後，押送韓國來台灣的工會抗議人員至台北松山機場，移民署依《入出國及移民法》強制八名韓國工人與工會幹部出境。6月12日，韓國工會成員李尚彥手持股東授權書，預備進入永豐金控股東會抗議，但被警方逮捕。法庭裁決逮捕不合法，當庭釋放。
6月23日，Hydis工會秘書長金泓一預備由韓國來台灣，因內政部移民署官員至航空公司拜訪，列出一份包含他在內的38人拒絕入境「黑名單」，警告將對航空公司開罰，航空公司拒絕讓他登機。
2018年2月13日，Hydis公司與Hydis工會經由首爾高等法院的調解，雙方已同意接受法院建議，結束公司與被解僱勞工之間的相關爭議。Hydis公司對外公布，Hydis公司與被解僱勞工(含58名製造部門員工及15名設備部門員工)於不當解僱的民事、行政訴訟和其它進行中的所有損害賠償相關訴訟等，將一併撤銷。

## 雙方觀點
元太表示，雖然關廠，但是公司不結束，呼籲Hydis工會循正常管道溝通。
Hydis工會向韓國京畿道勞資關係委員會提起不當解雇訴願，該委員會於7月29日裁定駁回工會所提不當解雇訴願的全數請求，確認Hydis經營團隊的關廠決議和執行程序符合韓國當地相關法規，並無Hydis工會所謂不當解雇或違法情事。
Hydis經營團隊在韓國勞動部官員的參與下，目前也仍積極與Hydis工會代表每周進行協商。
元太再次呼籲Hydis工會與上級工會代表，能與Hydis經營團隊進行理性對話及有效溝通，儘早協助受影響的Hydis同仁走出困境，回歸正常生活。